# غورودوفيكوفسك
غورودوفيكوفسك (الروسية: Городовиковск) هي إحدى مدن روسيا في الكيان الفدرالي الروسي كالميكيا.

## أعلام
- أليكسي باميركو